# Cavareno
Cavareno (Nones Ciavarén) là một đô thị tại tỉnh Trento trong vùng Trentino-Alto Adige/Südtirol, có vị trí khoảng 50 km về phía bắc của Trento. Tại thời điểm ngày 31 tháng 12 năm 2004, đô thị này có dân số 940 người và diện tích là 9,7 km².
Cavareno giáp các đô thị: Amblar, Romeno, Ruffrè, Sarnonico, and Kaltern an der Weinstraße.